# 赤い鯨と白い蛇
『赤い鯨と白い蛇』（あかいくじらとしろいへび）は、2006年11月25日に公開された日本映画。

## 概要
主演は香川京子。せんぼんよしこの映画初監督作品。

## キャスト
- 雨見保江：香川京子
- 河原光子：浅田美代子
- 田中明美：宮地真緒
- 河原里香：坂野真理
- 大原美土里：樹木希林

## スタッフ
- 製作総指揮：奥山和由
- エグゼクティブプロデューサー：井川幸広、林田洋
- 脚本：冨川元文
- 企画プロデューサー：岡部英紀
- プロデューサー：中林千賀子
- アソシエイトプロデューサー：山本恭史
- 撮影：柳田裕男
- 照明：市川徳充
- 録音：尾崎聡
- 音楽：山口岩男
- 編集：高橋幸一
- 整音：小松将人
- 美術：古谷美樹
- VFXスーパーバイザー：石井教雄
- スクリプター：赤澤環
- 衣裳：宮本まさ江
- 助監督：宮崎暁夫
- 制作担当：市川幸嗣
- 音楽プロデューサー：倉田真二
- 監督：せんぼんよしこ